# Autoridad Europea de Seguros y Pensiones de Jubilación
La Autoridad Europea de Seguros y Pensiones de Jubilación (EIOPA, European Insurance and Occupational Pensions Authority) es una institución de la Unión Europea que, mediante el Reglamento de la UE 1094/2010, reemplazó al Comité de Supervisores Europeos de Seguros y Planes de Pensiones (CEIOPS, Committee of European Insurance and Occupational Pensions Supervisors). 

## Historia
El CEIOPS fue creado por la Decisión de la Comisión Europea 2004/6/EC del 5 de noviembre de 2003, posteriormente derogada y sustituida por la Decisión 2009/79/EC, y está formado por las autoridades de supervisoras de seguros y fondos de pensiones de la UE (la Dirección General de Seguros y Fondos de Pensiones en el caso de España) además de por las autoridades supervisoras del resto de estados del Espacio Económico Europeo (Noruega, Islandia y Liechtenstein) salvo Suiza.
El CEIOPS tenía su sede en Fráncfort del Meno, Alemania, y era uno de los tres Comités de Nivel 3 de la Unión Europea en el denominado proceso Lamfalussy, juntamente con el Comité Europeo de Supervisores Bancarios (CEBS) y el Comité Europeo de Reguladores de Valores (CESR). Estos tres comités, en del marco del Sistema Europeo de Supervisión Financiera, fueron sustituidos en 2011 por las tres Autoridades Europeas de Supervisión: La Autoridad Bancaria Europea (EBA), la Autoridad Europea de Valores y Mercados (ESMA) y la Autoridad Europea de Seguros y Pensiones de Jubilación (EIOPA), con sede en París, Londres y Fráncfort del Meno respectivamente.

## Funcionamiento
Al igual que ESMA, EIOPA tiene personalidad jurídica y puede actuar de acuerdo a los poderes que le otorga su regulación, si bien debe rendir cuentas antes el Parlamento Europeo y el Consejo de la Unión Europea. Su campo de actuación engloba las actividades de una gran variedad de entidades financieras, especialmente entidades aseguradoras y reaseguradoras. Sus principales responsabilidades son promover la estabilidad del sistema financiero, la transparencia de los mercados y de los productos financieros, y la protección de los tomadores y asegurados por contrato de seguro, así como de los partícipes y beneficiarios de planes de pensiones.
Para cumplir con dichas responsabilidades se confirió a EIOPA el poder de desarrollar draft regulatory technical standards e implementing technical standards de obligado cumplimiento, así como la potestad de elaborar guías y recomendaciones o la de tomar decisiones individuales dirigidas a autoridades supervisoras o instituciones financieras.
La EIOPA se rige por el REGLAMENTO (UE) no 1094/2010 DEL PARLAMENTO EUROPEO Y DEL CONSEJO de 24 de noviembre de 2010 por el que se crea una Autoridad Europea de Supervisión (Autoridad Europea de Seguros y Pensiones de Jubilación), se modifica la Decisión no 716/2009/CE y se deroga la Decisión 2009/79/CE de la Comisión (DOUE núm. L331, de 15 de diciembre de 2010), en cuyos 82 artículos se regulan sus facultades y sus obligaciones.